# Haunted Manor - The Secret of the Lost Soul
Haunted Manor - The Secret of the Lost Soul (in italiano inizialmente tradotto in Haunted Manor - Il Segreto dell'Anima Perduta) è un videogioco uscito nel 2012. Si tratta di un'avventura grafica di tipo punta e clicca dell'orrore per sistemi iOS. Il gioco, uscito prima in versione Lite e successivamente in versione Full, ha scalato le classifiche dell'App Store italiano in pochi giorni, attestandosi dopo 5 giorni al primo posto della categoria giochi e come applicazione più scaricata nelle categorie Avventura e Rompicapo.

## Trama
La storia del gioco si svolge all'interno di una casa maledetta. Il protagonista del gioco si ritroverà intrappolato all'interno del maniero infestato, situato in cima a un colle, dopo aver cercato riparo da una forte tempesta.
Preso dalla curiosità di visitare la "casa sulla collina" il protagonista si avvicinerà all'ingresso del maniero e rimarrà attratto da alcuni strani simboli incisi sul portone. Risolto il semplice rompicapo e superata la porta d'ingresso una spiacevole sorpresa lo attenderà al suo interno. Da qui avrà inizio l'avventura ambientata nella casa stregata ("Haunted Manor").

## Modalità di gioco
Il protagonista potrà muoversi tra un ambiente e l'altro del gioco con un tap sullo schermo. Interagendo con gli elementi presenti nella casa si aprirà un inventario e si potrà collezionare gli oggetti all'interno della borsa di viaggio del giocatore. L'inventario è a scorrimento in basso a sinistra dello schermo e può essere richiamato per utilizzare un oggetto all'interno dell'ambiente di gioco. L'avventura si svolge in diversi ambienti della casa, e il giocatore verrà sottoposto a numerosi enigmi e minigiochi. Il videogioco è localizzato in 6 lingue: Inglese, Francese, Tedesco, Spagnolo, Giapponese e Italiano.